# Irina Paltxikova
Irina Paltxikova (ucraïnès: Ірина Гаврилівна Пальчикова-Білецька)  (Kíiv, 22 de març de 1959), de soltera Bèrzina (Бе́рзина) és una ex-jugadora d'handbol ucraïnesa que va competir sota bandera soviètica durant les dècades de 1970 i 1980.
El 1980 va prendre part en els Jocs Olímpics de Moscou, on guanyà la medalla d'or en la competició d'handbol.
En el seu palmarès també destaca una medalla d'or al Campionat del món d'handbol de 1982. A nivell de clubs jugà principalment al Spartak de Kíev, amb qui nombroses lligues soviètiques i la Copa d'Europa de 1977, 1979, 1981 i 1983.